# Richie Roberts
Richard M. "Richie" Roberts é um ex-detetive da Policia de New Jersey e advogado de defesa. É mais conhecido pela prisão, acusação e mais tarde pela defesa de Frank Lucas, grande traficante de drogas do Harlem.

## Carreira
Roberts é nativo do Bronx, mas cresceu em Newark, New Jersey. Teve aula na Weequahic High School (Newark, New Jersey); na Upsala College em East Orange (Essex, New Jersey) e mais tarde graduou-se pela Seton Hall University School of Law (universidade católica de New Jersey). Roberts também foi fuzileiro naval dos Estados Unidos. Posteriormente Roberts se tornaria um promotor público da cidade de Essex, liderando a divisão de narcóticos.
Richie Roberts foi interpretado pelo ator Russel Crowe no filme O Gângster ("American Gangster" - 2007) como o detetive que captura Frank Lucas, grande traficante do Harlem. Depois de trabalhar como promotor público, tornou-se advogado de defesa, profissão que mantém até os dias atuais. Ironicamente Roberts teve como primeiro cliente o traficante Frank Lucas, defendendo-o das acusações que outrora havia feito.